# Electro World
Electro World is een Nederlandse franchiseformule in de consumentenelektronica. In het totaal bestaat de franchise uit meer dan 150 winkels. Uitbaters van Electro World-filialen zijn lokale ondernemers die ondersteund worden vanuit het hoofdkantoor en distributiecentrum. De franchise is via inkooporganisatie United Retail lid van Euronics, een internationale vereniging van zelfstandige ondernemers, gevestigd in Amsterdam. Naast verkoop van elektronica verzorgt Electro World ook installatie en inbouw van apparatuur.

## Geschiedenis
In 1994 werd de merknaam Electro World geregistreerd. In 2018 gingen de winkels van Euronics en Electro World samen, waardoor alle winkels van eerstgenoemde onder de Electro World-formule kwamen te vallen. Ondanks de krimpende Nederlandse consumentenelectronicamarkt, wilde Electro World vanaf 2019 meer winkels openen.
Op 15 november 2023 opende in het voormalige BCC-pand in Roosendaal een filiaal van Electro World. Ook in Goes en Bergen op Zoom werden de BCC-filialen overgenomen.